# Сандальское общество
 Сандальское общество  — сельское общество, входившее в состав Богоявленской волости Повенецкого уезда Олонецкой губернии.
Общество объединяло населённые пункты, расположенные возле деревни Сондалы, на озере Сегозере, на реке Сегеже и на территориях, прилегающих к ним.
В настоящее время территория общества относится к Медвежьегорскому району Карелии.
Согласно «Списку населённых мест Олонецкой губернии по сведениям за 1905 год» общество состояло из следующих населённых пунктов:
| Номер по порядку | Название населённого пункта | Название реки или озера, на котором расположено поселение | Расстояние до уездного города в верстах |
| 4061             | 1. Паданский погост         | Оз. Сегозере                                              | 106                                     |
| 4062             | 2. Термана                  | Оз. Сегозере                                              | 109                                     |
| 4063             | 3. Берлуга                  | Оз. Сегозере                                              | 111                                     |
| 4064             | 4. Богоявленская            | Оз. Сегозере                                              | 111                                     |
| 4065             | 5. Лахта                    | Оз. Сегозере                                              | 112                                     |
| 4066             | 6. Нефентьев наволок        | Оз. Сегозере                                              | 113                                     |
| 4067             | 7. Топорная гора            | Ламбе Верхней                                             | 100                                     |
| 4068             | 8. Педяя вара               | Ламбе Вора-кески                                          | 118                                     |
| 4069             | 9. Лехто-вара               | Ламбе Естовой                                             | 102                                     |
| 4070             | 10. Сондала                 | Оз. Сегозере                                              | 130                                     |
| 4071             | 11. Каличий остров          | Оз. Сегозере                                              | 150                                     |
| 4072             | 12.Сегежа гора              | Реке Сегеже                                               | 172                                     |